# یواس‌اس مارچاند (دی‌ئی-۲۴۹)
یواس‌اس مارچاند (دی‌ئی-۲۴۹) (به انگلیسی: USS Marchand (DE-249)) یک کشتی بود که طول آن ۳۰۶ فوت (۹۳ متر) بود. این کشتی در سال ۱۹۴۳ ساخته شد.